# Онодера Іцунорі
Іцунорі Онодера (яп. 小野寺 五典; нар. 5 травня 1960) — державний і політичний діяч Японії, міністр оборони з 26 грудня 2012.

## Біографія
Народився в місті Кесеннума префектури Міяґі, в 1983 році закінчив Токійський університет морських наук і технологій. Перший раз був обраний до Палати представників парламенту Японії на довиборах в 1997 році, але пішов у відставку в 2000 році. З 2003 року регулярно переобирався депутатом Палати представників, працював у Комітеті у закордонних справах Палати представників, в 2007–2009 роках — заступником міністра закордонних справ Японії. Сіндзо Абе при формуванні свого кабінету 26 грудня 2012 призначив Онодеру міністром оборони.